# Misilmeri
Misilmeri település Olaszországban, Szicília régióban, Palermo megyében. Lakosainak száma 28 760 fő (2023. január 1.). Misilmeri Bolognetta, Ficarazzi, Marineo, Santa Flavia, Villabate, Belmonte Mezzagno, Casteldaccia, Palermo és Bagheria községekkel határos.

## Népesség
A település lakossága az elmúlt években az alábbi módon változott:
| Lakosok száma | 29 283 | 29 376 | 28 760 |
|               | 2017   | 2018   | 2023   |